# International Harvester (France)
 (mars 2016).
International Harvester est une marque de matériels agricoles américaine implantée en 1950 en France à Saint-Dizier (Haute-Marne). Le siège social se situait à Paris 19e 170, Boulevard de la Villette.
La CIMA (Compagnie Industrielle de Matériel Agricole) a été créée en 1905, en accords avec IHC États-Unis, pour représenter la marque Mc Cormick-Derring en réseau de concessionnaires. Elle était auparavant importée par MM. Wallut et Faul, industriels français.
La première usine a été créée à Croix (Nord) en 1909. Cette usine assemblait les outils Mc Cormick-Derring, en commençant par les faucheuses. En 1912, une ficellerie y est installée. Elle fabrique tout le matériel de fenaison et de récolte. Une deuxième usine s'ajoute lors de la fusion de la CIMA et de la société R.Wallut et Cie en 1934. L'usine appartenait à l'entreprise Wallut, basée à Montataire (Oise) construite en 1906. Elle fabrique tout le matériel du sol et les semoirs. Et la dernière usine qui deviendra la plus importante, l'usine de St-Dizier (Haute-Marne) qui assemblera les tracteurs, moteurs, boites de vitesses ... À Ris-Orangis (Essonne) se situe le magasin général pièces du réseau de concessionnaire.
Le logo de la marque, dessiné par Raymond Loewy, représente un tracteur vu de face. Le H représente les roues et le I représente le capot moteur et le volant.

## Tracteurs

### Les Farmall

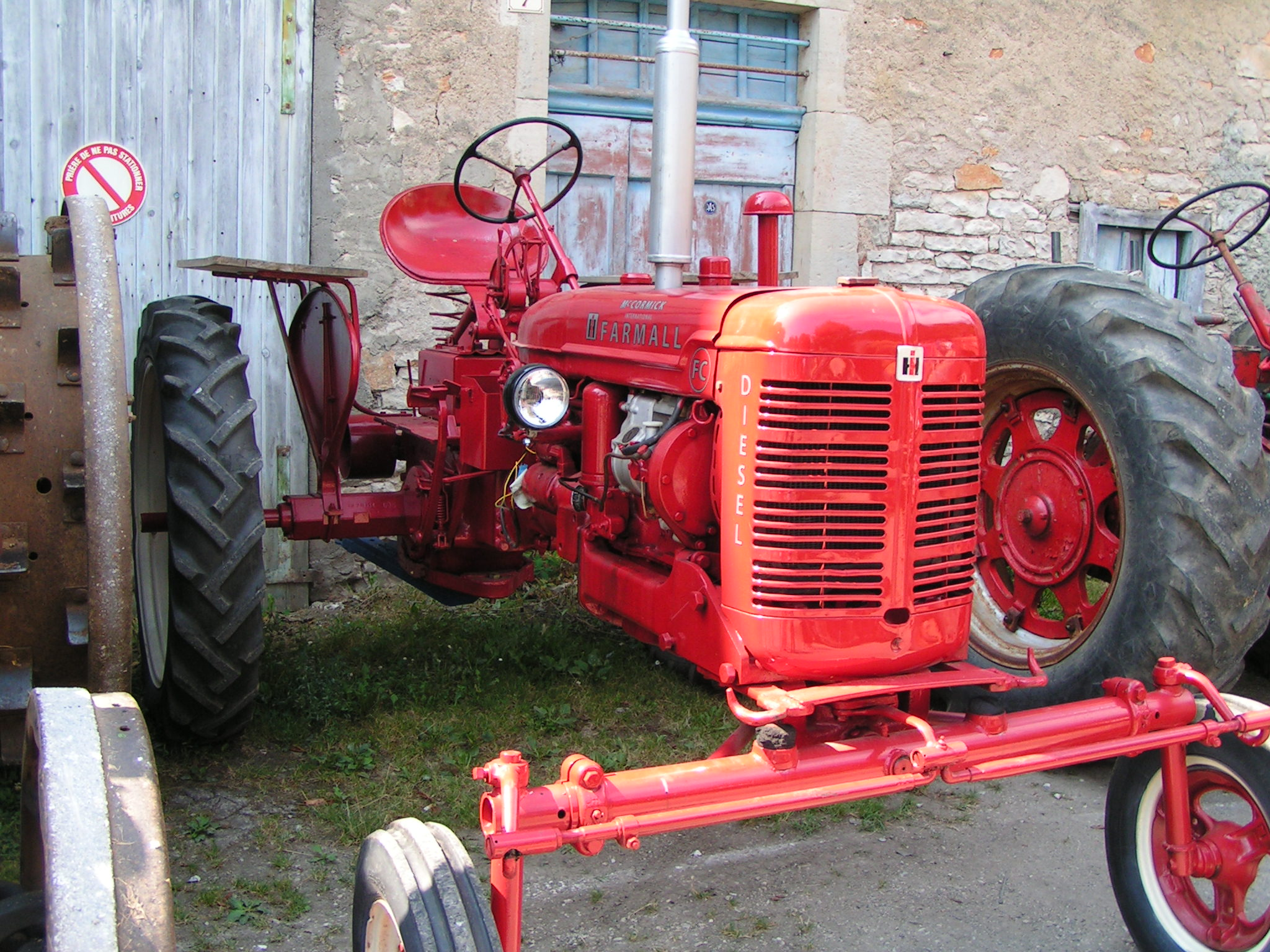
IH Farmall FC

Le premier tracteur Mc Cormick français fabriqué à Saint-Dizier est le FC sorti à la fin de l'année 1950.
Le Farmall FC, version française du Farmall C américain, est lancé en 1951 avec le moteur américain C-113 à essence de 20 ch. Il existe trois modèles à voie large, à roue unique ou jumelées. Une gamme complète d'outils portés était disponible (charrues, faucheuse, cultivateur, semoir en ligne ...) le plaçant au rang de tracteur polyvalent, d'où son nom : Farm = Ferme, All = Tout, ce que l'on traduira par « Tracteur à tout faire dans la Ferme ».
En 1952, il devient le Farmall Super FC à moteur américain C-123 de 22 ch. Il existe une version Farmall FC-N à moteur Diesel allemand DF-124.
En 1955, un petit tracteur déjà importé en France depuis le début de sa fabrication en 1947, le Farmall Cub est assemblé à St-Dizier. Comme son confrère américain, il est motorisé par le moteur C-60 américain pour les premiers sortis des chaînes de montage mais, très vite, son moteur sera assemblé en France lui aussi, et s’appellera FC-60. D'une puissance de 8 ch, il était destiné aux très petites exploitations françaises qui n'avaient pas encore de tracteurs ou aux grandes exploitations comme tracteur d'appoint. Il possédait tout un assortiment d'outils portés : charrues, faucheuses, cultivateurs, semoirs en ligne ... Il termine sa carrière en 1957, laissant sa place à son grand frère, le Super Cub.
Jusqu'en 1957, le Farmall Super FC-C à moteur FC-123 de 22 ch et le Farmall Super FC-D à moteur Diesel FD-123 de 22 ch sont produits. Il existe les versions Utility Super FC-C, Utility Super FC-D et les versions Vineyard Super FC-C et Vineyard Super FC-D. Ces derniers ayant une largeur (1,03 m) et une hauteur réduites pour passer entre les rangs de vignes et sous les arbres des vergers, Vineyard signifiant Vignoble en Anglais.    
En 1957, sont lancés les Farmall F-235 D et F-235, ultime évolution du Farmall C, à moteur FD-123/FC-123 (Diesel/essence) de 26 ch. Ils ont une calandre identique aux Farmall américain et un relevage Modulor*. Il existe des versions Utility FU-235 D, Utility FU-235 puis Vineyard FV-235 D.
En 1957 également, la marque a tenté de produire le Farmall F-335 D, tracteur basé sur le Farmall 350 américain. Motorisé par un moteur Hispano-Suiza de 45 ch, il devait être le tracteur de grosse puissance dans la gamme. Supposons que la fabrication ait été interrompue à cause du nouveau Farmall 265 qui arrivera en 1959.
Des tracteurs Farmall de petite puissance sont lancés en 1958, le Farmall F-135 D à moteur Diesel allemand FDD-74 de 17 ch avec sa version Vineyard FV-135 D et le Farmall Super Cub dernière version du Cub Français à moteur SFC-60 de 14 ch.
Le F-135 D et le Vineyard FV-135 D deviennent, en 1960, le Farmall F-137 D et le Vineyard FV-137 D à moteur FDD-74 de 20 ch.
En 1959, le F-235 D disparaît et le Farmall F-265 D à moteur Diesel FD-136 de 35 ch est lancé. Il existe des versions Utility FU-265 D et Vineyard FV-265 D. Doté d'un capot aux formes plus carrées, il rompt avec les formes arrondies des anciens Farmall..
En 1961, le Farmall F-237 D à moteur Diesel FD-128 de 30 ch remplace le F-235 D. Il existe des versions Utility FU-237 D et Vineyard FV-237 D. Le F-265 D est remplacé par le Farmall F-267 D à moteur Diesel FD-136 M de 35 ch. Le FD-136 M est une version modifiée du FD-136 qui a connu quelques problèmes de fonctionnement. À leurs côtés furent dérivées des versions Utility FU-267 D et Vineyard FV-267 D.

En 1962, les F-240 et F-270 remplacent les F-237 D et F-267 D avec les mêmes moteurs et les mêmes versions. Ils disposeront d'une boîte synchronisée à 12 vitesses. Ce sont les derniers Farmall français. Tous les deux sortent en version Farmall, Standard et Vigneron.

### Série «Marché Commun»
En 1965, sort la nouvelle gamme Common Market (Marché Commun). Cette gamme est de conception franco-germanique. Elle sera présentée le 24 juin 1965 à l'hippodrome de Chantilly.
La construction des moteurs est confiée à l'usine de Neuss en Allemagne, la transmission est fabriquée à Saint-Dizier , mais chacune des usines assemble ses propres tracteurs pour son marché.
Les deux premiers tracteurs de cette lignée sont les 523 et 624. Le 523 est équipé du moteur D-179 (3 cylindres, 52 ch DIN). En option, il peut être doté d'une boîte Ampli à sélecteur de commande hydraulique (16 AV et 4 AR avec un amplificateur de couple et un inverseur hydraulique), d'une cabine et d'une version 4 roues motrices à partir de 1967. La fabrication se termina en 1972. Le 624 est quant à lui motorisé par le D-206 (4 cylindres, 61 ch DIN) et, en plus de partager les mêmes options au catalogue que le 523 (boîte Ampli à sélecteur hydraulique, cabine, 4 roues motrices à partir de 1967), sa carrière prendra fin la même année.
En 1966, pour accompagner le 523 et le 624, la gamme s'agrandit ensuite de trois tracteurs de moyenne puissance, le 323, le 353 et le 423. Le 323 est équipé du moteur D-111 (3 cylindres, 26 ch DIN). Il est le plus petit de la gamme CM. La transmission Amplimatic* (16 AV et 4 AR, sélecteur de gammes), la transmission Agriomatic* (8 AV et 2 AR) et la cabine sont en option. En 1972, il porte la nouvelle calandre « gaufre ». Sa construction débute en 1966 et se termine en 1974. À partir de 1967, il est décliné en version Vigneron, le 323 V-E et dispose du même moteur. Le 353 est équipé du moteur D-155 (3 cylindres, 35 ch DIN). Il apparaît en 1967 et disparaît en 1972. Seule la transmission Agriomatic* est disponible. Il est décliné en version Vigneron, le 353 V-E qui dispose du même moteur et qui est fabriqué de 1967 à 1972. Le 423 est équipé du moteur D-155 (3 cylindres, 42 ch DIN). Il apparaît en 1966, avec les mêmes deux types de transmission au choix. Il est décliné en version Vigneron, le 423 V-E qui dispose du même moteur et qui est fabriqué de 1967 à 1972.
Deux tracteurs de grande puissance s'ajoutent à la gamme, le 724 et le 824. Le 724 est équipé du moteur D-239 (4 cylindres, 67 ch DIN). Il sort en 1969 et sa production se termine en 1972. Le 824 est équipé du moteur D-239 (4 cylindres, 75 ch DIN). Il est le tracteur le plus puissant de la gamme, est commercialisé à partir de 1971 et se termine en 1972. Il y aura peu d'exemplaires produits car il sera vite remplacé par le 834. 

En 1971 et en 1972, trois tracteurs de grosse puissance en six cylindres sortent des chaînes d'assemblage : le 946, le 1046 et le 1246. Le 946 enchâsse un D-310 (6 cylindres, 85 ch DIN). On le propose en 1971 en France, soit en deux roues motrices, soit en transmission intégrale. Après 1972, le moteur atteint une puissance de 90 ch DIN. Le 1046 est, à l'image du 946, apparu en 1971 avec des choix équivalents au niveau de la motricité, tout en comptant sur le moteur D-358 (6 cylindres, 100 ch). Le 1246 s'appuie lui aussi sur le moteur DT-358 mais avec une puissance gonflée (6 cylindres turbocompressé, 120 ch). Il apparaît en 1972 et disparaît en 1978. On peut le considérer comme le plus gros tracteur produit par IH France.
En 1972, apparaissent les remplaçants de la gamme 23-24, les 34-54 qui se différencient par la nouvelle calandre en aluminium type « gaufre » (inspirée de la calandre américaine). Le 383 est équipé du moteur D-155 (3 cylindres, 38 ch DIN). Il remplace le 353 et disparaît en 1974. Le 453 est équipé du moteur D-155 (3 cylindres, 45 ch DIN). Il disparaît en 1974. Le 553 est équipé du moteur D-179 (3 cylindres, 52 ch DIN). Il remplace le 523 et peut recevoir la boîte Ampli à sélecteur hydraulique en option. Il disparaît en 1973. Le 654 est équipé du moteur D-206 (4 cylindres, 60 ch DIN). Il remplace le 624 et peut également recevoir la boîte Ampli à sélecteur hydraulique en option. Il disparaît en 1973. Le 734 est équipé du moteur D-239 (4 cylindres, 67 ch DIN). Il remplace le 724 et peut également recevoir la boîte Ampli à sélecteur hydraulique en option. Il disparaît en 1973. Le 834 est équipé du moteur D-246 (4 cylindres, 75 ch DIN). Il remplace le 824 et peut également recevoir la boîte Ampli à sélecteur hydraulique en option. Il disparaît en 1973.
1974 voit naître une nouvelle série de tracteurs de moyenne puissance, la série 44, avec toujours en option la boîte Ampli à sélecteur hydraulique. Le 554 est équipé du moteur D-206 (4 cylindres, 54 ch DIN). Il est produit en 1974 seulement car il est remplacé par le 633-SA de la nouvelle série 33. Le 644 est équipé du moteur D-206 (4 cylindres, 60 ch DIN). Il est produit de 1974 à 1978. Le 744 est équipé du moteur D-239 (4 cylindres, 67 ch DIN). À partir de 1975, le moteur atteint une puissance de 70 ch DIN. Il est produit de 1974 à 1978. Le 844 est équipé du moteur D-246 (4 cylindres, 75 ch DIN). Il est produit en 1974 seulement car il est remplacé par le 844-SB. Le 844-SB est équipé du moteur D-268 (4 cylindres, 80 ch DIN). Il est produit de 1975 à 1978. Il dispose d'un nouveau moteur augmentant sa puissance à 80 ch.
En 1975, est lancée une nouvelle série de tracteurs de petite puissance, la série 33. Le 433-SA est équipé du moteur D-155 (3 cylindres, 36 ch DIN). Il remplace le 383 et il est produit jusqu'en 1989. Le 533-SA est équipé du moteur D-155 (3 cylindres, 45 ch DIN). Il remplace le 453 et il est produit jusqu'en 1989. En option, il est disponible en 4 roues motrices. Le 633-SA est équipé du moteur D-179 (3 cylindres, 52 ch DIN). Il remplace le 554 et il est produit jusqu'en 1989. En option, il est disponible en 4 roues motrices.
Ils sont tous les trois disponibles en versions Etroit-Verger pour les vignobles et les vergers.
En 1977, deux tracteurs de grande puissance s'ajoutent en remplacement des 946 et 1046. Le 955 est équipé du moteur D-310 (6 cylindres, 90 ch DIN). Il remplace le 946 et est produit jusqu'en 1980. Le 1055 est équipé du moteur D-358 (6 cylindres, 100 ch DIN). Il remplace le 1046 et est produit jusqu'en 1980.
En 1978, en remplacement de la série 44, sort la série 45. Le 645 est équipé du moteur D-206 (4 cylindres, 60 ch DIN). Il remplace le 644 et peut être équipé d'un pont avant en option. Il sera remplacé en 1980 par le 743. Le 745 est équipé du moteur D-239 (4 cylindres, 70 ch DIN). Il remplace le 744 et il est produit jusqu'en 1980. En option, il peut être équipé d'un pont avant. Le 845 est équipé du moteur D-268 (4 cylindres, 80 ch DIN). Il remplace le 844-SB et il est produit jusqu'en 1989. En option, il peut être équipé d'un pont avant. 
Le 645 et le 745 sont disponibles en version Etroit-Verger pour les vignobles et les vergers.
En 1980/1981, trois nouveaux tracteurs s'ajoutent Le 743 est équipé du moteur D-239 (4 cylindres, 67 ch DIN). Il remplace le 645 et il est produit de 1980 à 1989. Il est disponible en version Etroit-Verger et en 4 roues motrices. Le 733 est équipé du moteur D-206 (4 cylindres, 60 ch DIN). Il devient le plus puissant de la série 33 et il est produit de 1981 à 1989. Il est disponible en version Etroit-Verger et en 4 roues motrices. Le 745-S est équipé du moteur D-239 (4 cylindres, 72 ch DIN). Il remplace le 745 et il est produit de 1981 à 1989. Il est disponible en version Etroit-Verger et en 4 roues-motrices.
1981 marque également l'apparition de la cabine XL, dont certains modèles ci-dessous seront équipés :
- le 745 XL ;
- le 845 XL ;
- le 955 XL. Disposant de la base mécanique du 1055, son D-358 est réglé à 92 ch DIN ;
- le 1055 XL.

En 1982, apparaît la série 56 qui est équipé du nouveau relevage hydraulique Sens-O-Draulic. Le 956 XL est équipé du moteur D-358 (6 cylindres, 95 ch). Il remplace le 955 XL et il est produit jusqu'en 1992. Il apparaît en 1982 avec des décalcomanies spécifiques qui disparaissent en 1984. Le 1056 XL est équipé du moteur D-358 (6 cylindres, 105 ch). Il remplace le 1055 XL et il est produit jusqu'en 1992. Il apparaît en 1982 avec des décalcomanies spécifiques qui disparaissent en 1984. Le 856 XL est équipé du moteur DT-239 (4 cylindres turbocompressés, 85 ch). C'est un mélange de 745 et 956. Il apparaît en 1983 avec des décalcomanies spécifiques qui disparaissent en 1984. Sa production se termine en 1992. 
En 1987 apparaît le dernier tracteur fabriqué à l'usine de St-Dizier, le 833. Son moteur est un D-239 (4 cylindres, 67 ch). Lancé tardivement en 1987, alors que l'entreprise était depuis deux ans déjà fusionnée avec Case, et que les gros Magnum pointaient le bout de leurs nez, le 833 ne survivra guère longtemps et sera relégué dès 1989. Les clients avaient la possibilité d'opter pour la version Etroit-Verger.

## Moissonneuses-batteuses
Cyrus Hall Mc Cormick est l'inventeur de la première moissonneuse, dont il déposa le brevet en 1834. Elle pouvait moissonner quatre hectares de céréales par jour. De cette invention est née l'entreprise Mc Cormick qui deviendra l'International Harvester Company (IHC) en 1902.
En France, les premières moissonneuses-batteuses IH étaient d'origine américaine jusqu'en 1951 où le premier modèle français fait son apparition dans les entrepôts de Ris-Orangis (Seine-et-Oise), la F-64.
La F-64 apparaît en 1951. C'est une moissonneuse-batteuse tractée de 1,63 m de coupe pour 1 seul et large secoueur. Elle est conçue sur la base du modèle No 52 américain. Entraînée par prise de force, elle pouvait recevoir en option un moteur auxiliaire, le FC-123 essence du Super FC-C, une trémie ou une plate-forme d'ensachage. En 1953, l'assemblage est transféré dans l'usine de Croix (Nord). Elle termine sa carrière en 1959, remplacée par la F8-68.
Le F-44 apparaît en 1953. C'est une moissonneuse-batteuse tractée, version réduite de la F-64. Conçue pour pouvoir passer dans les chemins étroits, sa largeur de transport n'excède pas 2,45 m. La coupe a une largeur de 1 m et en option, trémie ou plateforme d'ensachage. Elle termine sa carrière également en 1959, remplacée par la F8-44.
La F8-61 apparaît en 1957. C'est la première moissonneuse-batteuse automotrice de la IH France. De conception française, elle aura une version allemande, la D8-61. Elle est entraînée par le moteur FC-123 essence du Super FC-C. La coupe, d'une largeur de 1,80 m, est à relevage manuel à l'aide d'une pompe hydraulique. Elle possède trois secoueurs. Uniquement disponible avec une plateforme d'ensachage elle peut recevoir en option une presse portée à l'arrière. Elle termine sa carrière également en 1959, remplacée par la F8-63.
La F8-83 apparaît en 1957. C'est une moissonneuse-batteuse automotrice conçue par les établissements Merlin à Vierzon (Cher). Équivalente à la Merlin 531, elle complète ainsi la gamme vers le haut. La coupe est disponible en 2,50 m ou 3,15 m, quatre secoueurs et au choix, moteur essence ou diesel. Elle termine sa carrière en 1962. La F8-63 apparaît en 1958. Elle remplace la F8-61 dont elle reprend les caractéristiques générales. Les améliorations par rapport à la F8-61, elle peut avoir en option, une trémie, un moteur diesel FD-123, FD-136, BD-144 ou DD-111 ou un essence FC-123 ou BC-144, une coupe de 2,15 m ou 2,60 m à relevage hydraulique. Elle termine sa carrière en 1964.
La F8-151 apparaît en 1959. C'est le modèle No 151 importé des États-Unis. Animée par un moteur essence Diamond 6 cylindres de 70 ch, elle peut être équipée du moteur diesel IH D-282 de 80 ch du Farmall 560 américain. Elle possède quatre secoueurs et une coupe d'une largeur de 3,60 m. Elle termine sa carrière en 1962.
La F8-44 apparaît en 1960. Elle remplace la F-44 dont elle reprend les caractéristiques générales. Les améliorations par rapport à la F-44, entre autres, le relevage hydraulique de la coupe et un bac à pierre. Elle termine sa carrière en 1964, devenant la dernière moissonneuse-batteuse tractée de la marque.
La F8-68 apparaît en 1960. Elle remplace la F-64 dont elle reprend les caractéristiques générales. Les améliorations par rapport à la F-64, entre autres, le relevage hydraulique de la coupe et un bac à pierre. Elle termine sa carrière en 1963.
La E8-41 apparaît en 1963. De conception française, nouvelle et innovante, elle inaugure une nouvelle gamme de moissonneuses-batteuses. De forme carrée, bien carénée, elle casse les formes des vieilles automotrices. Elle inaugure également le tout nouveau système de retour des ôtons* que l'on retrouvera sur toutes les machines de la gamme jusqu'en 1980. Elle reçoit, au choix, une coupe de 2,40 m ou 3 m, possède quatre secoueurs et elle est entraînée par un moteur Perkins de 60 ch. Elle termine sa carrière en 1965, remplacée par la 8-41.
La F8-413 apparaît en 1964. C'est le modèle No 403 importé des États-Unis. Animée par le D-282 développant 90 cv, elle fait partie de la gamme haute. Elle dispose de quatre secoueurs et d'une coupe de 3 m ou 4 m. Elle termine sa carrière en 1964.
La F8-513 apparaît en 1964. C'est le modèle No 503 importé des États-Unis. Animée par le D-301 développant 106 cv, elle fait partie de la gamme haute. Elle dispose de quatre secoueurs et d'une coupe de 4 m ou 4,30 m. Elle termine sa carrière en 1964.
En 1965, avec l'arrivée de la nouvelle gamme Common Market, une nouvelle gamme de moissonneuses-batteuses sort des usines de Croix, précédée par la E8-41. La 8-41 apparaît en 1965. Elle remplace la E8-41 dont elle reprend les caractéristiques générales. La principale amélioration par rapport à la E8-41, c'est le moteur Perkins qui perdure au début et qui est ensuite remplacé par le D-206 de 61 ch DIN du 624. Comme la E8-41, elle possède le nouveau système de retour des ôtons. Elle peut être équipé d'une coupe de 2,40 m ou 3 m et d'un cueilleur à maïs 2 ou 3 rangs. Elle termine sa carrière en 1969.
La 8-51 apparaît en 1969. Elle remplace la 8-41 dont elle reprend les caractéristiques générales. Elle est toujours équipée du D-206 (65 ch DIN). La coupe est montée sur boules d'azote. Elle termine sa carrière en 1972.
La 8-61 apparaît en 1969. Elle est équipée du D-239 du 724 poussé à 82 ch. Elle reprend les caractéristiques de la 8-51 mais peut recevoir une coupe de 3 m ou de 3,60 m et elle possède une trémie légèrement plus grande. Elle termine sa carrière en 1972.
La 8-71 apparaît en 1969. Elle est équipée au choix à partir de 1971, soit du D-239 (75 ch DIN) du 724, soit du D-310 (85 ch DIN) du 946. Elle peut recevoir une coupe de 3,60 m ou 4,20 m. Elle termine sa carrière en 1972.
La 8-91 apparaît en 1971. Elle est équipée du D-310 (96 ch DIN) du 946 ou du D-358 (120 ch DIN) du 1046. Elle est la plus grosse machine de la gamme, avec 5 secoueurs. Elle dispose d'une coupe de 3,60 m ou 4,80 m et d'un cueilleur à maïs 4 rangs. Elle termine sa carrière en 1972.
En 1973, une nouvelle gamme vient remplacer la précédente. Elle reprendra les caractéristiques générales de chacune.
La 221 apparaît en 1973. Elle remplace la 8-51 dont elle reprend les caractéristiques générales. Elle termine sa carrière en 1973. La 321 apparaît en 1973. Elle remplace la 8-61 dont elle reprend les caractéristiques générales. Elle termine sa carrière en 1981. La 431 apparaît en 1973. Elle remplace la 8-71 dont elle reprend les caractéristiques générales. Elle termine sa carrière en 1980. La 531 apparaît en 1973. Elle remplace la 8-91 dont elle reprend les caractéristiques générales. Elle termine sa carrière en 1978, remplacée par la 541. La 915 apparaît en 1973. Assemblée depuis 1968 aux États-Unis, elle apporte avec elle une innovation IH, le système Even Flow, un nouveau système de ventilation latérale. Motorisée par le DT-414 (6 cylindres turbocompressé, 137 ch DIN) du 966 américain, elle semble disponible uniquement en version maïs avec cueilleur 6 ou 8 rangs. Elle disparaît de la gamme en 1975.
En 1977 apparaît la 953. Elle inaugure une nouvelle gamme, différentes des précédentes, avec l'apparition de la transmission hydrostatique en 1980. Elle est équipée du DT-402 (6 cylindres turbocompressé, 145 ch DIN) qui équipera le fameux tracteur 1455 allemand. Elle dispose au choix d'une coupe de 3,60 m, 4,20 m ou 4,80 m et d'un cueilleur à maïs de 4 ou 6 rangs. Elle dispose de 5 secoueurs et du système de retour d'ôtons. Elle est la plus grosse machine de la gamme. Elle termine sa carrière en 1983.
La 923 apparaît en 1980. Elle remplace la 431. Elle est équipée du D-358 du 1055 (100 ch DIN) et dispose de quatre secoueurs, d'une coupe de 3,10 m ou 4,30 m et d'un cueilleur 4 rangs. Elle est la plus petite machine de la gamme.  Elle termine sa carrière en 1984
La 933 apparaît en 1980. Elle est équipée du D-358 du 1055 (120 ch DIN) et dispose de 5 secoueurs, d'une coupe de 3,70 m ou 4,90 m et d'un cueilleur à maïs 4 ou 5 rangs. Elle termine sa carrière en 1984.
La 943 apparaît en 1980. Elle est équipée du D-358 du 1055 (120 ch DIN) et dispose de 5 secoueurs, d'une coupe de 3.70 à 4,90 m et d'un cueilleur à maïs 4 ou 5 rangs. Identique à la 933, elle diffère par une trémie plus grande et une goulotte hydraulique orientable. Elle termine sa carrière en 1984.
En 1979, une nouveauté est dévoilée au Salon International du Machinisme Agricole (SIMA) sur le stand IH, la nouvelle 1460 Axial Flow américaine. Ce système de battage, différent du système conventionnel, dispose d'un rotor axé sur la longueur de la machine jouant le rôle du batteur et des secoueurs. Elle est équipée du DT-436 (6 cylindres turbocompressé, 175 ch DIN) que l'on retrouve à bord du 1586 américain et d'une coupe de 3,70 m ou 4,90 m. En 1982, elle sera assemblée en France à Angers, dans les anciennes usines Braud. Elle sera par la suite motorisée par le DT-466 B (6 cylindres turbocompressé, 190 ch DIN) du 5288. Elle termine sa carrière en 1985, remplacée par la 1660 aux couleurs Case-IH.La même année, apparaît la 1480 Axial Flow. C'est le plus gros modèle de la gamme. Elle est équipée du même moteur qui équipe la 1460 mais poussé à 190 ch DIN et d'une coupe de 4,90 m ou 6 m. Elle sera par la suite équipée du DT-466 B (6 cylindres turbocompressé, 210 ch DIN). Elle termine sa carrière en 1985, remplacée par la 1680 aux couleurs Case-IH.   
En 1980 apparaît la 1440 Axial Flow. Elle est équipée du D-436 (6 cylindres, 135 ch) et d'une coupe de 3,70 m ou 4,90 m. Elle sera par la suite équipée du D-466 B (6 cylindres, 145 ch). En 1982, elle sera assemblée en France à Angers, dans les anciennes usines Braud. Elle termine sa carrière en 1985, remplacée par la 1640 aux couleurs Case-IH.   
La même année, apparaît la 1420 Axial Flow. C'est le plus petit modèle de la gamme. Elle est équipée du D-358 (6 cylindres, 112 ch DIN) et d'une coupe de 3,10 m ou 4,30 m. En 1982, elle sera assemblée en France à Angers, dans les anciennes usines Braud. Elle termine sa carrière en 1985, remplacée par la 1620 aux couleurs Case-IH.

## Fusion avec Case
Rachetée par Tenneco, la branche agricole de l'International Harvester devient Case-IH en 1985. Les tracteurs disposent des couleurs rouge (RAL 3003), noir (RAL 9011) et gris (RAL 9006) en remplacement du traditionnel mélange rouge (RAL 3003) et ivoire (RAL 1015).

## L'intégration dans le groupe Fiat
En 1999, Fiat Group rachète le groupe américain Case IH qui le fusionne avec sa filiale New Holland pour donner naissance à CNH - Case New Holland - en novembre 1999. Le chiffre d'affaires de l'année 2000 était supérieur à 10 milliards US$ ; il est passé à 13 milliards en 2006.
En 2000, Fiat-CNH Global devient le premier constructeur mondial d'équipement agricoles, et le troisième constructeur mondial d'engins de travaux publics. Basée aux États-Unis, CNH Global fabrique dans 16 pays et commercialise ses produits dans 160 pays à travers plus de 10.000 revendeurs et concessionnaires. Les produits du groupe Fiat-CNH sont commercialisés sous diverses marques : Case, Case International Harvester, Fiat, Fiat-OM, Fiat-Allis, Fiat-Hitachi, Fiat-Kobelco, Link-Belt, New Holland, O&K, Steyr et Kobelco.
Le 1er janvier 2011, après la scission du groupe Fiat en Fiat Automobiles et Fiat Industrial, CNH devient une filiale de Fiat Industrial S.p.A. En 2013, Fiat-CNH Global et Fiat Industrial fusionnent pour créer la holding CNH Industrial.